# Prospect, Pennsylvania
Prospect är en ort i Butler County i delstaten Pennsylvania, USA.